# Wereldbeker schaatsen 2009/2010 - Wereldbekerfinale
De Wereldbeker schaatsen 2009/2010 wereldbekerfinale was de zevende en tevens de laatste wedstrijd van het wereldbekerseizoen. Het werd gehouden in Thialf in Heerenveen, Nederland van 12 maart tot en met 14 maart 2010.

## Programma
| Datum    | Tijd      | Onderdeel                                                          |
| -------- | --------- | ------------------------------------------------------------------ |
| 12 maart | 15:00 MET | 500 m mannen & vrouwen (1e wedstrijd) 1500 m mannen 3000 m vrouwen |
| 13 maart | 13:00 MET | 500 m mannen & vrouwen (2e wedstrijd) 1500 m vrouwen 5000 m mannen |
| 14 maart | 13:30 MET | 1000 m mannen & vrouwen Ploegenachtervolging mannen en vrouwen     |

## Podia

### Mannen
| Afstand:             | Goud                                                             | Tijd    | Zilver                                              | Tijd    | Brons                                                   | Tijd    |
| 500 m (vrijdag)      | Jan Smeekens Nederland                                           | 34,90   | Tucker Fredericks Verenigde Staten                  | 35,01   | Ronald Mulder Nederland                                 | 35,24   |
| 500 m (zaterdag)     | Jan Smeekens Nederland                                           | 35,05   | Ronald Mulder Nederland                             | 35,19   | Akio Ota Japan                                          | 35,35   |
| 1000 m               | Shani Davis Verenigde Staten                                     | 1.08,89 | Stefan Groothuis Nederland                          | 1.09,07 | Mark Tuitert Nederland                                  | 1.09,13 |
| 1500 m               | Shani Davis Verenigde Staten                                     | 1.45,20 | Denny Morrison Canada                               | 1.46,12 | Kjeld Nuis Nederland                                    | 1.46,61 |
| 5000 m               | Håvard Bøkko Noorwegen                                           | 6.20,52 | Sverre Haugli Noorwegen                             | 6.21,69 | Ivan Skobrev Rusland                                    | 6.23,24 |
| Ploegenachtervolging | Noorwegen Håvard Bøkko Henrik Christiansen Mikael Flygind Larsen | 3.42,77 | Canada Mathieu Giroux Denny Morrison Lucas Makowsky | 3.44,30 | Verenigde Staten Ryan Bedford Shani Davis Jonathan Kuck | 3.45,70 |

### Vrouwen
| Afstand:             | Goud                                                    | Tijd    | Zilver                                                          | Tijd    | Brons                                       | Tijd    |
| 500 m (vrijdag)      | Jenny Wolf Duitsland                                    | 38,18   | Margot Boer Nederland                                           | 38,22   | Annette Gerritsen Nederland                 | 38,67   |
| 500 m (zaterdag)     | Jenny Wolf Duitsland                                    | 37,96   | Annette Gerritsen Nederland                                     | 38,32   | Margot Boer Nederland                       | 38,41   |
| 1000 m               | Jekaterina Sjichova Rusland                             | 1.16,15 | Annette Gerritsen Nederland                                     | 1.16,35 | Natasja Bruintjes Nederland                 | 1.16,60 |
| 1500 m               | Kristina Groves Canada                                  | 1.58,15 | Martina Sáblíková Tsjechië                                      | 1.58,27 | Brittany Schussler Canada                   | 1.58,60 |
| 3000 m               | Martina Sáblíková Tsjechië                              | 4.06,25 | Daniela Anschütz Duitsland                                      | 4.06,54 | Stephanie Beckert Duitsland                 | 4.07,57 |
| Ploegenachtervolging | Canada Kristina Groves Cindy Klassen Brittany Schussler | 3.02,05 | Duitsland Stephanie Beckert Anni Friesinger Katrin Mattscherodt | 3.03,43 | Japan Masako Hozumi Nao Kodaira Maki Tabata | 3.04,58 |